# シルヴァナ・ティリンツォーニ
シルヴァナ・ティリンツォーニ（独: Silvana Tirinzoni、1979年6月25日 - ）は、スイスの女性カーリング選手。アーラウカーリングクラブ所属。2019年および2021年、2022年の世界カーリング選手権大会優勝。「シルヴァナ」は「シルバーナ」または「シルバナ」
とも表記される。

## 経歴
1997年、世界ジュニア選手権に出場し7位。1998年にはスキップで出場し6位、1999年にもスキップで出場し優勝した。
2006年、世界選手権に出場し10位。2007年にも出場し5位。2013年の3度目は5位。
2017年、オリンピックスイス代表決定戦で激しい国内競争のなか出場権を勝ち取った。2018年の平昌オリンピックではスキップ・フォースを務め、予選ラウンドロビンを4勝5敗の7位で終えた。
2018-2019シーズンからアリーナ・ペッツを加えた新チームとなり、ティリンツォーニはスキップ・サードを務めた。2018年欧州選手権で2位に入ると、自身4度目となる2019年世界選手権では決勝でスウェーデンに勝って優勝した。
2021年、自身5度目となる2021年世界選手権では、決勝でロシアを破り2連覇を達成した。
2022年2月、北京オリンピックでは予選ラウンドロビンを8勝1敗の1位で通過したが、準決勝で日本のロコ・ソラーレに敗れ、3位決定戦でスウェーデンにも敗れ4位に終わった。
2022年3月、自身6度目となる2022年世界選手権に出場、1次リーグから決勝まで14試合すべてで勝利し、3連覇を果たした。

## 私生活
チューリッヒ大学で経営学を学び、さらに金融アナリストや投資顧問の勉強も行った。その後、銀行でプロジェクトマネージャーとして7年間働き、2019年から競技に専念している。

## 主な戦歴
- オリンピックのカーリング競技
  - 2018年平昌オリンピック - 7位（4人制）
  - 2022年北京オリンピック - 4位（4人制）

- 世界女子カーリング選手権
  - 2006年 - 10位（4人制）
  - 2007年 - 5位（4人制）
  - 2013年 - 5位（4人制）
  - 2019年 -  金メダル（4人制）
  - 2021年 -  金メダル（4人制）
  - 2022年 -  金メダル（4人制）

- ヨーロッパカーリング選手権
  - 2007年（英語版） - 4位（4人制）
  - 2014年（英語版） -  銅メダル（混合ダブルス）
  - 2017年（英語版） - 4位（4人制）
  - 2018年（英語版） -  銀メダル（4人制）
  - 2019年（英語版） -  銅メダル（4人制）
  - 2021年（英語版） - 5位（4人制）

- 世界ジュニアカーリング選手権
  - 1997年（英語版） - 7位（4人制）
  - 1998年（英語版） - 6位（4人制）
  - 1999年（英語版） -  金メダル（4人制）

## チーム
| シーズン | フォース                        | サード                                       | セカンド                       | リード                         |
| -------- | ------------------------------- | -------------------------------------------- | ------------------------------ | ------------------------------ |
| 1997–98  | シルヴァナ・ティリンツォーニ(S) | Michèle Knobel                               | Brigitte Schori                | Martina von Arx                |
| 1998–99  | シルヴァナ・ティリンツォーニ(S) | Michèle Knobel                               | Brigitte Schori                | Martina von Arx                |
| 2005–06  | シルヴァナ・ティリンツォーニ(S) | Sandra Attinger                              | Anna Neuenschwander            | エスター・ノイエンシュワンダー |
| 2006–07  | シルヴァナ・ティリンツォーニ(S) | エスター・ノイエンシュワンダー               | Anna Neuenschwander            | Sandra Attinger                |
| 2009–10  | シルヴァナ・ティリンツォーニ(S) | Irene Schori                                 | Christine Urech                | Sandra Gantenbein              |
| 2010–11  | シルヴァナ・ティリンツォーニ(S) | Irene Schori                                 | エスター・ノイエンシュワンダー | Sandra Gantenbein              |
| 2011–12  | シルヴァナ・ティリンツォーニ(S) | Irene Schori                                 | エスター・ノイエンシュワンダー | Sandra Gantenbein              |
| 2012–13  | シルヴァナ・ティリンツォーニ(S) | マルレーネ・アルブレヒト                     | エスター・ノイエンシュワンダー | Sandra Gantenbein              |
| 2013–14  | シルヴァナ・ティリンツォーニ(S) | マヌエラ・ジークリスト                       | エスター・ノイエンシュワンダー | マルレーネ・アルブレヒト       |
| 2014–15  | シルヴァナ・ティリンツォーニ(S) | マヌエラ・ジークリスト                       | エスター・ノイエンシュワンダー | マルレーネ・アルブレヒト       |
| 2015–16  | シルヴァナ・ティリンツォーニ(S) | マヌエラ・ジークリスト                       | エスター・ノイエンシュワンダー | マルレーネ・アルブレヒト       |
| 2016–17  | シルヴァナ・ティリンツォーニ(S) | マヌエラ・ジークリスト Cathy Overton-Clapham | エスター・ノイエンシュワンダー | マルレーネ・アルブレヒト       |
| 2017–18  | シルヴァナ・ティリンツォーニ(S) | マヌエラ・ジークリスト                       | エスター・ノイエンシュワンダー | マルレーネ・アルブレヒト       |
| 2018–19  | アリーナ・ペッツ                | シルヴァナ・ティリンツォーニ (S)             | エスター・ノイエンシュワンダー | メラニー・バルベザト           |
| 2019–20  | アリーナ・ペッツ                | シルヴァナ・ティリンツォーニ (S)             | エスター・ノイエンシュワンダー | メラニー・バルベザト           |
| 2020–21  | アリーナ・ペッツ                | シルヴァナ・ティリンツォーニ (S)             | エスター・ノイエンシュワンダー | メラニー・バルベザト           |
| 2021–22  | アリーナ・ペッツ                | シルヴァナ・ティリンツォーニ (S)             | エスター・ノイエンシュワンダー | メラニー・バルベザト           |

(S)はスキップ。